# Arrondissement del dipartimento dell'Alta Saona
Gli arrondissement del dipartimento dell'Alta Saona, nella regione francese della Borgogna-Franca Contea, sono due: Lure (capoluogo Lure) e Vesoul (Vesoul).

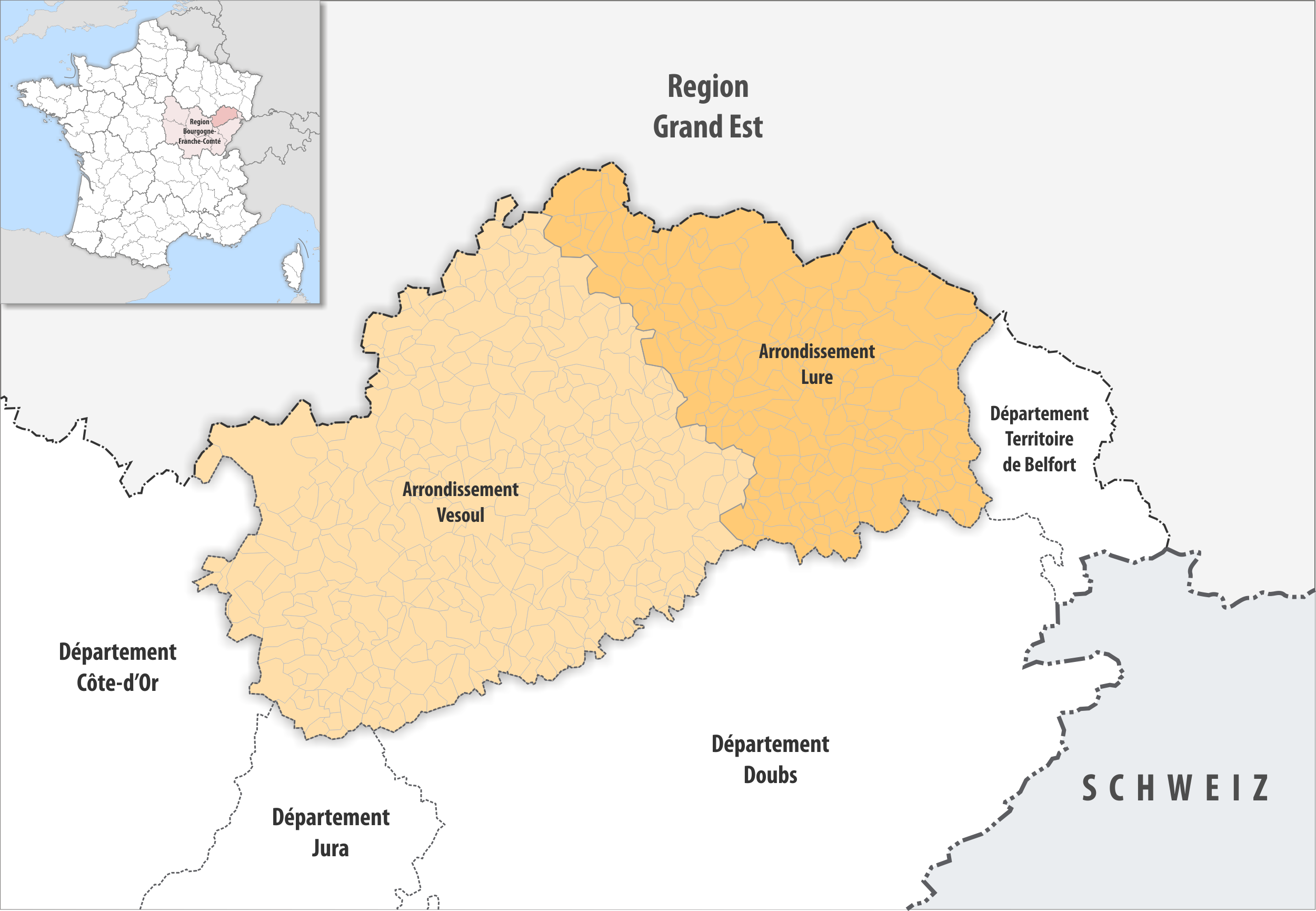
I due arrondissement del dipartimento dell'Alta Saona nel 2019.

## Composizione
| Nome                         | Codice INSEE | N° di comuni | Superficie km2 | Popolazione | Densità (abitanti/km2) |
| ---------------------------- | ------------ | ------------ | -------------- | ----------- | ---------------------- |
| Arrondissement di Lure       | 701          | 193          | 1 906,2        | 108 335     | 57                     |
| Arrondissement di Vesoul     | 702          | 346          | 3 453,9        | 127 683     | 37                     |
| Dipartimento dell'Alta Saona | 70           | 539          | 5 360,1        | 236 018     | 44                     |

## Storia
- 1790: istituzione del dipartimento dell'Alta Saona con sei distretti: Champlitte, Gray, Jussey, Lure, Luxeuil, Vesoul.
- 1793: unione con l'annesso Principato di Montbéliard che va a costituire il settimo distretto, il distretto di Montbéliard.[4]
- 1797: il distretto di Montbéliard viene distaccato dal dipartimento dell'Alta Saona e viene inserito nel dipartimento del Mont-Terrible.
- 1800: il capoluogo del dipartimento è spostato da Gray a Vesoul.
- 1800: istituzione degli arrondissement di: Gray, Lure, Vesoul.
- 1926: l'arrondissement di Gray è soppresso.[5][6]
- 2017: i confini dei due arrondissement del dipartimento dell'Alta Saona sono modificati con trasferimenti di comuni fra gli stessi:
  - tre comuni sono trasferiti dall'arrondissement di Lure all'arrondissement di Vesoul;
  - cinque comuni sono trasferiti dall'arrondissement di Vesoul all'arrondissement di Lure.[7]